# Шахраманян, Самвел Сергеевич
Самве́л Серге́евич Шахраманя́н (арм. Սամվել Սերգեյի Շահրամանյան; род. 1 декабря 1978, Степанакерт, Нагорно-Карабахская АО) — государственный деятель непризнанной Нагорно-Карабахской Республики, последний президент НКР с 10 сентября 2023 года по 31 декабря 2023 года, государственный министр НКР с 31 августа по 10 сентября 2023 года.

## Биография
Родился 1 декабря 1978 года, в городе Степанакерт Нагорно-Карабахской автономной области Азербайджанской ССР.
В 1995 году поступил на факультет международной экономики университета «Григор Зограб» в Ереване. В 1998 году перевёлся на отделение экономики Арцахского государственного университета и окончил в 1999 году.
С 1996 по 1999 год служил в Армии обороны НКР.
С 1999 по 2008 год работал в СНБ НКР, с 2008 по 2010 год — в налоговой службе НКР, с 2010 по 2013 год — в Министерстве юстиции НКР, с 2013 по 2014 год — начальником Степанакертского уголовного розыска.
С 2014 по 2020 год работал в СНБ НКР, с 2018 года являлся его директором. С 2020 года — министр патриотического воспитания, молодёжи и спорта НКР.
С 2022 года работал в Совете безопасности НКР, с марта 2023 года являлся секретарём СБ. Участвовал в переговорах по Лачинскому коридору.
31 августа 2023 года указом президента НКР был назначен Государственным министром НКР. Выдвинут кандидатом в президенты НКР на выборах 8 сентября 2023 года, которые прошли в Национальном собрании НКР после отставки 1 сентября Араика Арутюняна. С 9 сентября 2023 года избран президентом НКР.
На период президентства Шахраманяна приходятся боевые действия с 19 по 20 сентября 2023 года, закончившиеся разоружением Армии обороны НКР и подписанием им указа о прекращении существования НКР и роспуске всех её государственных учреждений и организаций, после этого он уехал в Армению. Спустя полгода в интервью французской газете Le Figaro Шахраманян заявил, что вынужденно подписал указ для спасения жителей НКР и что считает его незаконным, поскольку за него не проголосовало Национальное собрание НКР.

## Награды и звания
- генерал-майор (2020)
- нагрудный знак Службы принудительного исполнения судебных актов министерства Юстиции Республики Армения
- медаль «За укрепление сотрудничества»
- медаль «Адмирал Исаков»
- медаль «За укрепление правопорядка»
- медаль «За вклад в дело обеспечения безопасности Республики Армения»
- медаль «100-летие образования органов безопасности Республики Армения»
- медаль «За боевое сотрудничество»
- медаль «Вачаган Барепашт»

## Прочие сведения
Мастер спорта по самбо. Имеет троих детей.